# Castelvenere
Castelvenere är en ort och kommun i provinsen Benevento i regionen Kampanien i Italien. Kommunen hade 2 652 invånare (2017).